# Troskliwe misie – Podróż do krainy Chichotów
Troskliwe misie – Podróż do krainy Chichotów lub Troskliwe misie − Podróż do krainy Śmiechu (ang. Care Bears: Journey to Joke-a-lot, 2004) – kanadyjsko-amerykański film animowany z serii o troskliwych misiach.

## Fabuła
Słoniś, który lubi żarty, przez swoje zachowanie został wyrzucony z miasta. W czasie wędrówki znajduje kolejkę, która zawozi go do miejsca, gdzie żarty i zabawa to to, co się tak naprawdę liczy.